# How Else
How Else è un singolo del DJ statunitense Steve Aoki, pubblicato il 24 giugno 2016 dalla Ultra Music.

## Descrizione
Il brano ha visto la partecipazione dei rapper statunitensi Rich the Kid e iLoveMakonnen ed è un remix di un brano originariamente realizzato dai due, ovvero No Ma'am 2.
Nel 2017 il brano è stato incluso nella lista tracce del quarto album in studio di Aoki, Kolony.

## Video musicale
Il video è stato reso disponibile il 29 giugno 2016 attraverso il canale YouTube della Ultra Music e mostra Aoki tenere un DJ set in un locale e i due rapper cantare il brano in mezzo a un pubblico femminile in bikini.

## Tracce
Download digitale
1. How Else (feat. Rich the Kid & iLoveMakonnen) – 2:52

Download digitale – Remixes
1. How Else (feat. Rich the Kid & iLoveMakonnen) (David Guetta Remix) – 4:55
2. How Else (feat. Rich the Kid & iLoveMakonnen) (Kayzo Remix) – 4:12
3. How Else (feat. Rich the Kid & iLoveMakonnen) (Late Remix) – 3:56

## Classifiche
| Classifica (2016)              | Posizione massima |
| ------------------------------ | ----------------- |
| Stati Uniti (dance/electronic) | 47                |